# Museo Nacional Benjamín Vicuña Mackenna
Museo Benjamín Vicuña Mackenna, también conocido como Museo Ciudadano Vicuña Mackenna, es un museo chileno ubicado en la comuna de Providencia, Santiago, dedicado a difundir la vida y obra de Benjamín Vicuña Mackenna (1831-1886), con especial énfasis en su legado urbano en Santiago, contribuyendo al conocimiento del desarrollo, planificación y problemáticas de la capital, reflexionando estas temáticas en conjunto con sus habitantes. 

## Historia
El museo se emplaza en el lugar donde estaba la casa quinta de Vicuña Mackenna, de la cual se conserva el edificio que este utilizaba como despacho (conocido como el «pabellón histórico»), además de su biblioteca y archivo personal, el cual fue declarado Monumento Histórico en 1992. Además, la avenida donde se ubica el museo lleva el nombre de Vicuña Mackenna.
Fue creado por la Ley Nº 8.929 de 1947 e inaugurado el 21 de noviembre de 1957, pasando a ser administrado por la Dirección de Bibliotecas, Archivos y Museos (DIBAM) (actual Servicio Nacional del Patrimonio Cultural). El museo fue remodelado en 1998, y el 3 de octubre de 2019 nuevamente fue renovada su exposición permanente.

## Museografía
En el Monumento Histórico se resalta la vida privada de Benjamín Vicuña Mackenna y su familia. En la sala 1 del segundo piso del museo, se exhibe la vida pública del personaje, y en la segunda sala se rescata el legado urbano del Intendente de Santiago. La sala de exposición temporal está destinada a muestras relacionadas con la temática urbana o con aspectos específicos de la vida y obra de Vicuña Mackenna; acogiendo proyectos expositivos desarrollados por el museo o por terceros, académicos, artistas, ciudadanos. 
El nuevo proyecto inaugurado en 2019 incluye la primera Sala Taller para el área educativa del Museo, espacio que permite el desarrollo de experiencias prácticas y recursos educativos para generar conocimiento y reflexión sobre la muestra permanente y su relación con la actualidad.